# 恶女 (韩国电影)
《恶女》（韓語：악녀，羅馬化：Ak Nyeo）为2017年上映的韩国动作片，由电影《我们是动作演员》《殺人告白》的导演郑秉吉执导，金玉彬、申河均主演。影片于2017年5月在第70届戛纳电影节「午夜展映」单元上进行全球首映，同年6月8日在韩国上映，主要讲述被培养成杀人机器的女杀手金淑熙得知自己的身世后向杀父凶手展开报复之旅的故事。

## 演员阵容
- 金玉彬 饰演 金淑熙／燕垂，李重商培养的杀手之一。
  - 闵艺智 饰演 年轻的淑熙
- 申河均 饰演 李重商
- 盛骏 饰演 郑贤秀
- 金瑞亨 饰演 权部长
- 曹恩智 饰演 金善雅，国家情报院杀手。
- 李胜柱 饰演 崔春茂，李重商犯罪组织的二号人物。
- 孙敏智 饰演 敏珠，国家情报院杀手。
- 金妍宇 饰演 恩惠
- 郑建荣（정건영）饰演 重伤部下1
- 权赫范 饰演 重伤部下2
- 赵元饰演 重伤部下3
- 琴广山 饰演 戴防毒面具的要员
- 尹镇荣 饰演 贤秀的同事
- 朴光在 饰演 开场时的黑帮老大
- 池大韩 饰演 影子1
- 徐范植 饰演 影子2
- 朴基万 饰演 过去的看相男子
- 郭振硕 饰演 精灵房接待的男子
- 朱誉恩 饰演 祈祷院的训练生
- 金海娜 饰演 祈祷院的训练生
- 李采玧 饰演 日本男子的女儿
- 郑海钧 饰演 张川，淑熙父亲的好友，杀害淑熙父亲的参与者。（友情出演）
- 朴哲民 饰演 淑熙的父亲（友情出演）
- 金慧娜 饰演 训练所新进农村人（友情出演）

## 制作与发行
导演兼编剧郑秉吉表示，这部电影的灵感来自于他10岁时看过的电影《霹靂煞》。
《恶女》于2017年6月8日在韩国影院上映。
据发行商Next Entertainment World称，该片在本地上映前已销往115个国家，包括北美、南美、法国、德国、西班牙、意大利、澳大利亚、台湾和菲律宾。后来，它被出售到其他地区，包括日本、中国大陆、新加坡、印度等，全球总数增加到136个国家。

## 反响
《恶女》在戛纳电影节上获得了长达四分钟的起立鼓掌。
此片还在2017年6月30日至7月16日举行的第16届纽约亚洲电影节上展映。在该电影节上，此片获得了丹尼尔·E·克拉夫特动作电影卓越奖。
在评论聚合网站烂番茄上，基于85条评论，该片的支持率为84%，平均评分为6.84/10。该网站的评论一致写道：「《恶女》提供了足够纯粹的动感刺激，足以满足类型爱好者的需求，并在现代韩国动作电影中为自己开辟了一个血腥的利基市场。」评论聚合网站Metacritic给这部电影的评分为64分（满分100分），表示「总体好评」。

## 奖项荣誉
| 年份   | 颁奖礼                     | 奖项                            | 入围者             | 结果 | 参考   |
| ------ | -------------------------- | ------------------------------- | ------------------ | ---- | ------ |
| 2017年 | 第16届纽约亚洲电影节       | 丹尼尔·E·克拉夫特动作电影卓越奖 | 《恶女》           | 獲獎 | [ 13 ] |
| 2017年 | 第21届加拿大奇幻电影节     | 古鲁奖最佳动作长片              | 《恶女》           | 银奖 | [ 16 ] |
| 2017年 | 第26届釜日電影獎           | 最佳女主角                      | 金玉彬             | 提名 | [ 17 ] |
| 2017年 | 第26届釜日電影獎           | 最佳摄影                        | 朴政勋             | 獲獎 | [ 17 ] |
| 2017年 | 第1届The Seoul Awards      | 最佳女主角                      | 金玉彬             | 提名 | [ 18 ] |
| 2017年 | 第1届The Seoul Awards      | 最佳女配角                      | 金瑞亨             | 提名 | [ 18 ] |
| 2017年 | 第54屆大鐘獎               | 最佳女主角                      | 金玉彬             | 提名 | [ 19 ] |
| 2017年 | 第54屆大鐘獎               | 最佳照明                        | 李海元             | 提名 | [ 19 ] |
| 2017年 | 第54屆大鐘獎               | 最佳摄影                        | 朴政勋             | 獲獎 | [ 19 ] |
| 2017年 | 第54屆大鐘獎               | 最佳剪辑                        | 许善美             | 提名 | [ 19 ] |
| 2017年 | 第54屆大鐘獎               | 技术奖                          | 《恶女》           | 獲獎 | [ 19 ] |
| 2017年 | 第38屆青龍電影獎           | 最佳摄影与照明                  | 朴政勋、李海元     | 提名 | [ 20 ] |
| 2017年 | 第38屆青龍電影獎           | 最佳技术成就                    | 权基德（动作指导） | 獲獎 | [ 20 ] |
| 2017年 | 第38屆青龍電影獎           | 最佳女主角                      | 金玉彬             | 提名 | [ 20 ] |
| 2017年 | 第18届釜山电影评论家协会奖 | 技术奖                          | 朴政勋（摄影）     | 獲獎 | [ 21 ] |
| 2017年 | 第18届釜山电影评论家协会奖 | 技术奖                          | 权基德（动作指导） | 獲獎 | [ 21 ] |
| 2018年 | 第54屆百想藝術大獎         | 电影部门 最佳女主角             | 金玉彬             | 提名 | [ 22 ] |
| 2018年 | 第23届春史電影獎           | 最佳女主角                      | 金玉彬             | 獲獎 | [ 23 ] |